# Rocher aux Pigeons

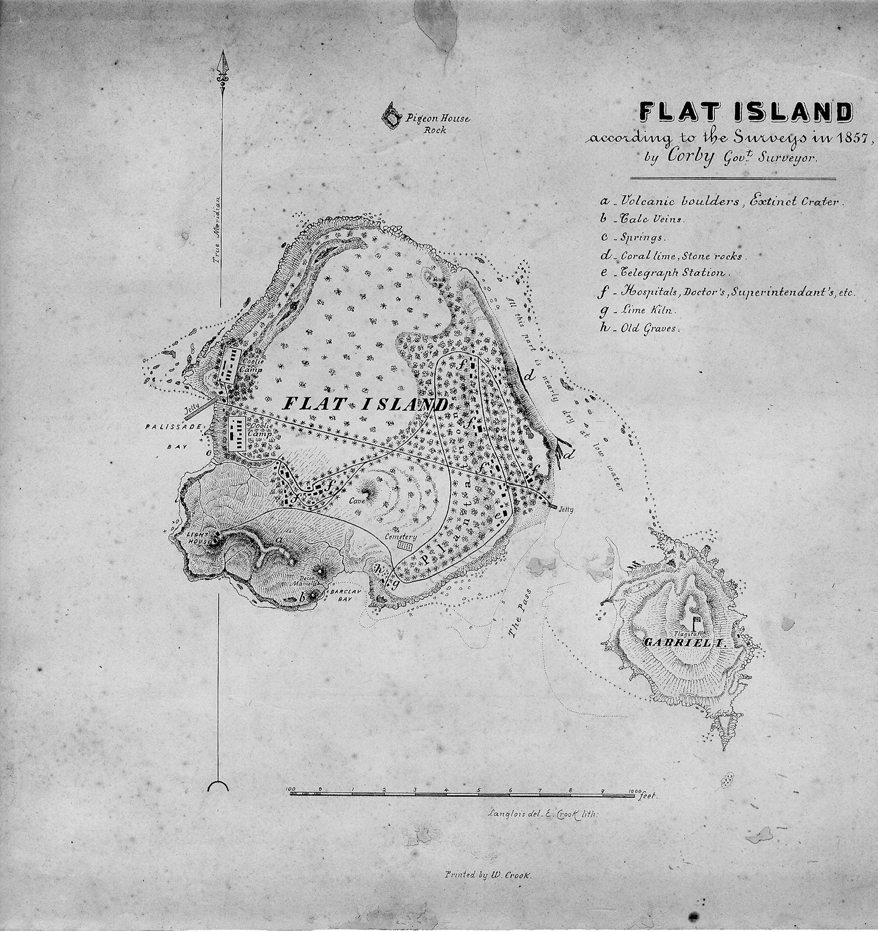
Carte de l'île Plate de 1857, avec Pigeon House Rock au nord

Le Rocher aux Pigeons, ou Pigeon Rock ou Pigeon House Rock en anglais, est un îlot inhabité situé à proximité de l'île Plate au large de la côte nord de l'île Maurice. Appelé Le Colombier au début du XIXe siècle, quand la région était sous la souveraineté de puissances européennes, il est aujourd'hui dépendant de la république de Maurice, dont il forme l'un des parcs nationaux.

## Géographie
Lorsque le 15 mars 1801 l'îlot fut approché par l'expédition Baudin, le Français Jean-Baptiste Bory de Saint-Vincent le décrivit depuis le Naturaliste en affirmant que « Le Colombier, rocher nu et peu éloigné de l'île Plate, n'est qu'un énorme prisme de laves basaltiques ; il s'élève à-peu-près comme un phare au milieu des flots ; sa couleur est un mélange de cendré et de rouille ».